# Absa Tower
Absa Tower – wieżowiec w Johannesburgu, w Republice Południowej Afryki. Budynek liczy 32 kondygnacje.